# Drochlin (gromada)
Drochlin – dawna gromada, czyli najmniejsza jednostka podziału terytorialnego Polskiej Rzeczypospolitej Ludowej w latach 1954–1972.
Gromady, z gromadzkimi radami narodowymi (GRN) jako organami władzy najniższego stopnia na wsi, funkcjonowały od reformy reorganizującej administrację wiejską przeprowadzonej jesienią 1954 do momentu ich zniesienia z dniem 1 stycznia 1973, tym samym wypierając organizację gminną w latach 1954–1972.
Gromadę Drochlin z siedzibą GRN w Drochlinie utworzono – jako jedną z 8759 gromad na obszarze Polski – w powiecie włoszczowskim w woj. kieleckim, na mocy uchwały nr 13l/54 WRN w Kielcach z dnia 29 września 1954. W skład jednostki weszły obszary dotychczasowych gromad: Drochlin i Mełchów ze zniesionej gminy Lelów w powiecie włoszczowskim w województwie kieleckim oraz obszar dotychczasowej gromady Wąsosz ze zniesionej gminy Koniecpol w powiecie radomszczańskim w woj. łódzkim. Dla gromady ustalono 15 członków gromadzkiej rady narodowej.
31 grudnia 1961 gromadę zniesiono, a jej obszar włączono do gromad Podlesie (wieś Drochlin, przysiółki Ostrów i Niwka, osadę młyńską Wydartuchy oraz tereny byłego folwarku Drochlin), Koniecpol (wsie Aleksandrów i Wąsosz oraz kolonię Serwitut) i Lelów (wieś Mełchów).